# Absalom Baird
Absalom Baird, ameriški general, * 20. avgust 1824, † 14. junij 1905.

## Življenjepis
Leta 1841 je končal šolanje na pripravljalnem oddelku Kolidža Washington (Washington College) (današnji Kolidž Washington & Jefferson), nato pa je vstopil v Vojaško akademijo ZDA, kjer je kot deveti v letniku 43 študentov diplomiral leta 1849. V letih 1852–1859 je na West Pointu bil predavatelj matematike, nato pa je do leta 1861 služboval v Teksasu in v Virginiji.
Ko je leta 1861 izbruhnila ameriška državljanska vojna, je bil Baird povišan v brevetnega stotnika. Za zasluge med prvo bitko za Bull Run, ko je služil pod poveljstvom brigadnega generala, je bil povišan v brevetnega majorja. Pozneje je postal načelnik štaba generalmajorja Erasmusa D. Keyesa med prvim delom obleganja Yorktowna, zakar je bil nadalje povišan v brigadnega generala prostovoljcev. Aprila 1862 je postal poveljnik 27. brigade 7. divizije Armade Ohia, pri čemer je služil pod poveljstvom generalmajorja Carlosom Buellom. Pozneje je postal poveljnik 3. divizije Armade Kentuckyja, ki se je slabo odrezala med bitko za Thomposonovo postajo, pri čemer pa Baird ni bil prisoten. Z divizijo se je nato boril tudi med bitko na reki Harpeth, nato pa je bila divizija dodeljena Armadi Cumberlanda, pri čemer je bila preimenovana v 1. divizijo 14. korpusa, kateremu je poveljeval generalmajor George Henry Thomas. Na tem položaju se je odlikoval med bitko za Chickamaugo in med chattanooško kampanjo (Chattanooga Campaign), tako da je bil povišan v brevetnega polkovnika Regularne vojske. Med atlantsko kampanjo je vodil napad brigade med bitko za Jonesborough, zakar je leta 1896 prejel medaljo časti. V sklopu Shermanovega marša proti morju in poznejše karolinske kampanje je vodil svojo divizijo med bitko za Bentonville. Ob koncu vojne je Baird imel brevetni čin generalmajorja in stalni čin podpolkovnika. 
Po vojni je postal poveljnik Oddelka za Louisiano in nato postal pomočnik generalnega inšpektorja. Leta 1885 je bil s činom stalnega brigadnega generala imenovan za generalnega inšpektorja Kopenske vojske ZDA. Čez dve leti, leta 1887, je odpotoval v Francijo, kjer je bil opazovalec na vojaških manevrih; v tem času je prejel tudi legijo časti.
Leta 1896 je prejel medaljo časti za vodenje naskoka med bitko za Jonesborough.
Umrl je blizu Baltimora in je pokopan na sekciji 1 (razdelek 55) na Nacionalnem pokopališču Arlington.

## Odlikovanja
Leta 1896 je prejel medaljo časti z naslednjo utemeljitvijo:
Prostovoljno vodil ločeno brigado v napadu na sovražnikove položaje..